# Renato Zero - Gold Italia Collection
Renato Zero - Gold Italia Collection (meglio noto al pubblico semplicemente come Gold Italia Collection) è una raccolta del cantautore romano Renato Zero pubblicata nel 2006 dalla BMG (RCA Italiana).

## Tracce
1. Triangolo
2. Qualcuno mi renda l'anima
3. No! Mamma, no!
4. Tu che sei mio fratello
5. La tua idea
6. Il carrozzone
7. Baratto
8. Sogni di latta
9. L'evento
10. 113